# Sonja Penzel
Sonja Penzel (* 1972) ist eine deutsche Polizistin. Sie war ab 2018 Polizeipräsidentin der Polizeidirektion Chemnitz und ist seit 2021 Präsidentin des Landeskriminalamtes Sachsen – jeweils als erste Frau auf einer solchen Leitungsposition in Sachsen. 

## Berufliche Laufbahn
Penzel studierte Rechtswissenschaften. Seit 2010 war sie Leiterin der Leipziger Kriminalpolizeiinspektion. Nach Führungspositionen als Abteilungsleiterin beim Landeskriminalamt sowie als Dezernatsleiterin in der Polizeidirektion Dresden wurde sie im September 2015 als Ministerialrätin Referatsleiterin des Referates „Technik der Polizei“ des Sächsischen Staatsministeriums des Innern.

### Leitung der PD Chemnitz
Mitte 2018 wurde bekannt, dass sie als Nachfolgerin von Uwe Reißmann erste Polizeipräsidentin der Polizeidirektion Chemnitz, deren Betreuungsbereich die Stadt Chemnitz und die Landkreise Mittelsachsen und Erzgebirgskreis umfasst und zu der insgesamt zehn Polizeireviere (PR) und ein Autobahnpolizeirevier gehören, werden soll. Die Amtseinführung erfolgte durch den sächsischen Innenminister Roland Wöller am 1. August 2018 auf Schloss Klaffenbach. Ihre Berufung löste ein breites Medienecho aus.
In den Blickpunkt der Öffentlichkeit geriet sie durch die Ausschreitungen in Chemnitz, wo sie auf einer Pressekonferenz Zeugen dazu aufrief, vorhandene Videos von den Ausschreitungen an die Behörden zu übergeben. In der Diskussion über angebliche Hetzjagden bei den Ausschreitungen äußerte sie, dass fünfzig gewaltbereite Personen mit Flaschen und Steinen die Polizisten angegriffen hätten. Sie gab das Amt der Präsidentin Ende April 2021 an Carsten Kaempf ab.

### Präsidentin des LKA Sachsen
Am 7. April 2021 wurde sie als neue Präsidentin des Landeskriminalamtes Sachsen vorgestellt. Anlass war die Befreiung des damaligen LKA-Präsidenten, Petric Kleine, von seinen Dienstpflichten mit sofortiger Wirkung durch das Sächsische Staatsministerium des Inneren. Zum 1. Mai 2021 trat Sonja Penzel schließlich die Stelle der Präsidentin des Landeskriminalamtes Sachsen an. Damit vertritt sie das LKA nach außen und ist Dienstvorgesetzte aller Mitarbeiter.